# Gustavo Rosa de Moura
Gustavo Rosa de Moura (São Paulo, 25 de novembro de 1975), é um diretor, roteirista e produtor, sócio fundador da Mira Filmes. Além de dirigir, escrever e produzir várias séries de TV, dirigiu Cildo (2010, documentário, 78'); Piadeiros (2015, documentário, 86'),  Canção da Volta(2016, ficção, 96'), Cora (2020, ficção 90') e  Ela e Eu (2021, ficção, 102'). Também produziu Califórnia (2015, ficção, 90'), Precisamos Falar do Assédio (2016, documentário, 80') e Guarnieri (2018, documentário, 71'), entre outros. Seus filmes foram exibidos em festivais de cinema como  Rotterdam ,  Tribeca, Mostra de São Paulo, Festival do Rio e Festival de Brasilia do Cinema Brasileiro. 

## Biografia
Desde 2011, Gustavo Rosa de Moura vem produzindo, escrevendo e dirigindo documentários e séries de TV para emissoras como ESPN, Canal Brasil e TV Cultura, além de diversos curtas-metragens que foram exibidos em festivais como  Clermont-Ferrand,  Rotterdam,  Oberhausen e  Indie Lisboa. Em 2010, lançou seu primeiro documentário,  Cildo, exibido no Tate Modern de Londres. Em 2015, produziu o longa Califórnia (Rotterdam,  Tribeca, Prêmio de Melhor Filme segundo o Público Jovem no Festival da Juventude), e a sitcom Quero ter um milhão de amigos (exibida pela  Warner Channel Brasil), que também dirigiu. Em 2016, estreou seu primeiro longa-metragem de ficção como diretor e roteirista:  Canção da Volta (Mostra de São Paulo), com João Miguel, Marina Person e Francisco Miguez no elenco. Atualmente, Gustavo finaliza dois longas de ficção que escreveu e dirigiu: Cora (contemplado pelo TFI Latin America Fund) e  Ela e Eu (realizado em coprodução com a 20th Century Fox e  Warner Brothers Brasil), com Andrea Beltrão,  Eduardo Moscovis, Mariana Lima, Karine Teles, Lara Tremouroux e Jéssica Ellen no elenco.

## Carreira
| Ano  | Título                                           | Formato, Gênero e Duração                            | Função               |
| ---- | ------------------------------------------------ | ---------------------------------------------------- | -------------------- |
| 2004 | Frank Stella / Nuno Ramos                        | Curta-metragem, Documentário, 28'                    | Diretor              |
| 2008 | 28ª Bienal de São Paulo                          | Websérie                                             | Diretor              |
| 2008 | Machado de Assis - mas este capítulo não é sério | Videoinstalação, 80'                                 | Diretor              |
| 2008 | O Azul do Céu Não Existe                         | Curta-metragem, Documentário, 12'                    | Diretor              |
| 2009 | AVACA                                            | Curta-metragem, Documentário, 12'                    | Diretor              |
| 2009 | Luiz Carlos Barreto - Quadro a Quadro            | série expográfica                                    | Diretor              |
| 2010 | No Meio do Caminho: Biografia de um Poema        | Curta-metragem, Documentário, 7'                     | Diretor              |
| 2010 | Roberto Carlos - 50 anos de música               | série expográfica                                    | Diretor              |
| 2010 | Metade de Fala no Chão - Piano Surdo             | Curta-metragem, experimental, 19'                    | Diretor              |
| 2010 | 29ª Bienal de São Paulo                          | Websérie                                             | Diretor              |
| 2010 | Cildo                                            | Longa-metragem                                       | Diretor              |
| 2010 | Saul Steinberg - As Aventuras da Linha           | Curta-metragem, Documentário, 14'                    | Codiretor            |
| 2011 | Museu de Gente de Sergipe                        | série expográfica                                    | Diretor              |
| 2012 | O Papel da Vida                                  | série, Documentário, 3 temporadas, 13x25'            | Diretor              |
| 2012 | Cada Canto                                       | série, Documentário, 1 temporada, 13x25'             | Diretor              |
| 2012 | 30ª Bienal de São Paulo                          | Websérie                                             | Diretor              |
| 2012 | Capela                                           | Curta-metragem, Documentário, 12'                    | Diretor              |
| 2012 | Acho que Chovia                                  | Curta-metragem, Ficção, 19'                          | Diretor              |
| 2012 | Consideração do Poema                            | Longa-metragem, Documentário, 64'                    | Diretor              |
| 2013 | Não Faço Nada Sem Alegria                        | série expográfica                                    | Diretor              |
| 2013 | Josephine King: Selfish bitch, female artist     | Telefilme, Documentário, 52'                         | Diretor              |
| 2015 | Piadeiros                                        | Longa-metragem, Documentário, 86'                    | Diretor              |
| 2015 | Califórnia                                       | Longa-metragem, Ficção, 90'                          | Produtor             |
| 2015 | As Incríveis Histórias de um Navio Fantasma      | Curta-metragem, Documentário, 26'                    | Diretor              |
| 2015 | Quero ter um milhão de amigos                    | série de sitcom, comédia, 1 temporada, 13x24'        | Diretor e Produtor   |
| 2016 | Precisamos Falar do Assédio                      | projeto transmídia/Longa-metragem, documentário, 82' | Produtor             |
| 2016 | Marulho                                          | Telefilme, Ficção, 52'                               | Produtor             |
| 2016 | Seguindo a Linha: A História de Ricardo Prazo    | Curta-metragem, Documentário, 26'                    | Produtor             |
| 2016 | Canção da Volta                                  | Longa-metragem, Ficção, 92'                          | Diretor e Roteirista |
| 2018 | Guarnieri                                        | Longa-metragem, Documentário, 71'                    | Produtor             |
| 2018 | Até o Primeiro Disco                             | Série, Documentário, 1 temporada, 13x26              | Produtor e Criador   |
| 2018 | Famílias                                         | Série, Documentário, 1 temporada, 5x26'              | Produtor             |
| 2018 | Viagem de Bolso                                  | Série, Documentário, 1 temporada, 13x26              | Produtor             |
| 2019 | Eu, Preso                                        | Série, Documentário, 8x26'                           | Produtor             |
| 2020 | Cora                                             | Longa-metragem, Ficção, 81'                          | Diretor e Roteirista |
| 2021 | Ela e Eu                                         | Longa-metragem, ficção, 102'                         | Diretor e Roteirista |